# Sapayoa aenigma
Sapayoa hay Sapayoa mỏ rộng hoặc mỏ rộng Tân thế giới (tên khoa học: Sapayoa aenigma) là loài chim duy nhất trong chi Sapayoa thuộc họ Sapayoidae
Loài này trước đây từng được đặt trong các họ như Tyrannidae, Pipridae (các họ chim cận biết hót Tân thế giới). Tuy nhiên gần đây người ta thấy nó có quan hệ họ hàng gần với các loài mỏ rộng Cựu thế giới trong họ Eurylaimidae. Việc xếp nó trong họ Eurylaimidae hay trong họ riêng của chính nó vẫn chưa được giải quyết dứt khoát, với danh sách chim của IOC vẫn xếp nó trong họ Eurylaimidae, trong khi SACC đã thông qua việc chuyển nó sang họ Sapayoidae.